# Grancia di Montisi
La Grancia di Montisi est un édifice du borgo de Montisi, frazione de San Giovanni d'Asso en province de Sienne (Toscane). Il s'agit d'une grange fortifiée  destinée depuis le Moyen Âge à entreposer  les productions agricoles locales avant leur transfert vers l'hôpital Santa Maria della Scala de Sienne. 
Sa grande tour, réduction de la Torre del Mangia de Sienne, fut abattue par les troupes allemandes le 30 juin 1944.

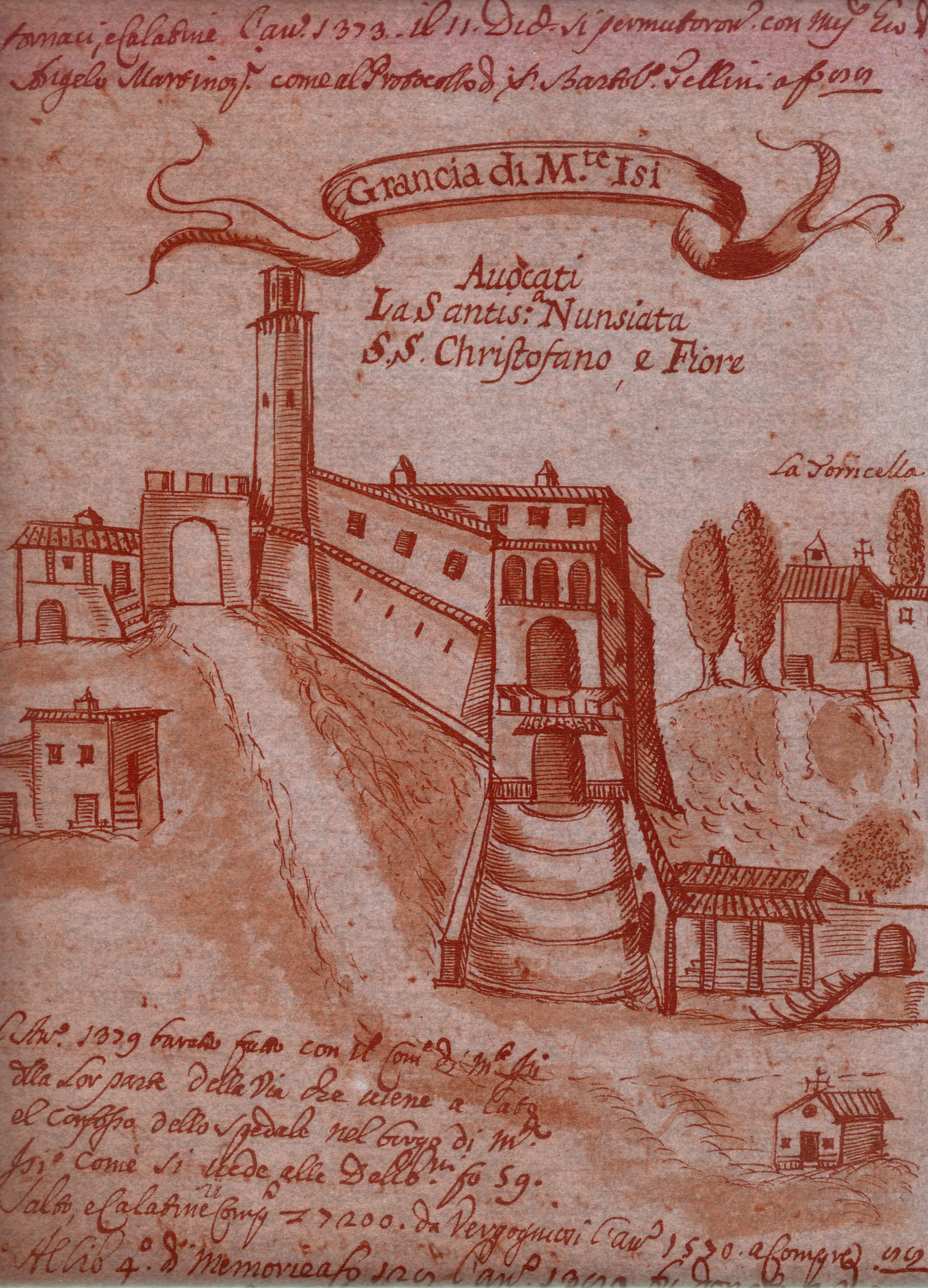
Dessin du bâtiment avec sa tour (1720).
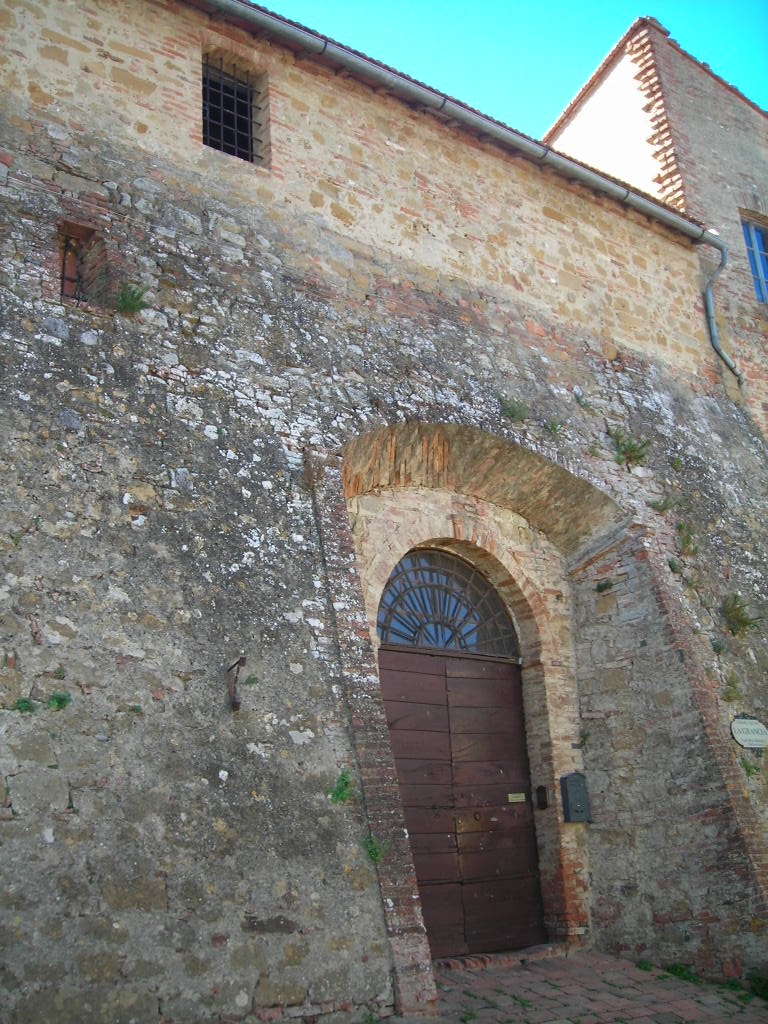
Porte d'accès et renforts muraux.
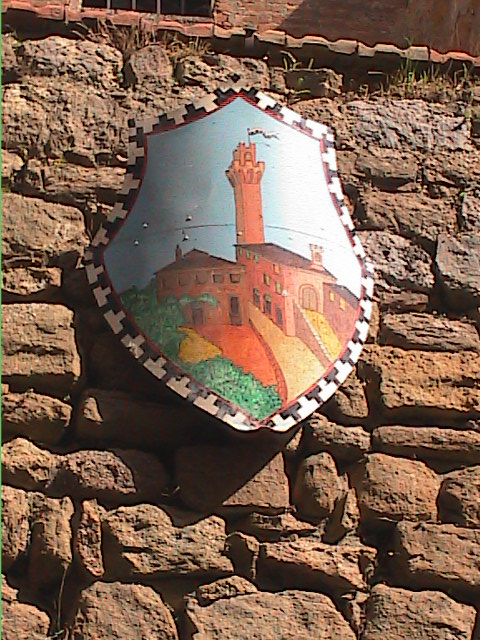
Écusson peint restituant l'allure du bourg médiéval avec la tour de la Grancia.